# Chiesa dell'Annunziata (Bagnoregio)
La chiesa dell'Annunziata, detta anche erroneamente di Sant'Agostino, è una chiesa di Bagnoregio, nella diocesi di Viterbo.
Trasformata, nel XIV secolo, dalle originarie forme romaniche in gotiche, conserva all'interno dei pregevoli affreschi cinquecenteschi (alcuni attribuiti a Taddeo di Bartolo e a Giovanni di Paolo) e un crocefisso ligneo dell'XI secolo.
Il campanile risale al 1735.
Adiacente all'edificio è presente un chiostro, realizzato interamente in cotto da Ippolito Scalza su progetto di Michele Sanmicheli.
La chiesa è dedicata a Maria Santissima Annunziata, benché sia comunemente ed erroneamente chiamata di sant'Agostino, per la presenza, nelle adiacenze, dell'antico convento degli agostiniani.
Sul lato destro della controfacciata si trova il sepolcro di Vincenzo Bonaventura Medori, vescovo di Calvi e Teano.